# Jean-François Lebreux
Jean-François Lebreux (16 de agosto de 1983) es un deportista canadiense que compitió en taekwondo. Ganó dos medallas en el Campeonato Panamericano de Taekwondo en los años 2002 y 2008.

## Palmarés internacional
| Campeonato Panamericano | Campeonato Panamericano | Campeonato Panamericano | Campeonato Panamericano |
| Año                     | Lugar                   | Medalla                 | Categoría               |
| ----------------------- | ----------------------- | ----------------------- | ----------------------- |
| 2002                    | Quito (Ecuador)         | Medalla de plata        | –72 kg                  |
| 2008                    | Caguas (Puerto Rico)    | Medalla de bronce       | –72 kg                  |